# 上海书展
上海书展（英語：Shanghai Book Fair），是上海市一项以读书为主题的大型文化活动，每年定期于8月份举办一届。

## 历史
创办于2004年。由上海市新闻出版局将始于2002年的上海图书交易会更名扩展而来，并从2004年开始面向市民卖票入场买书。上海书展由上海市人民政府和国家新闻出版广电总局联合主办，举办地点位于延安中路1000号的上海展览中心。

## 歷屆概况

### 1981年上海书市
本次上海书市于1981年9月6日至9月20日在南京西路1376号上海工业展览中心技术革新馆（今上海商城）3500平方米实用场地举行，由上海新华书店主办。并邀请了上海书店、上海外文书店协办。书市设七个展销馆：文史哲综合类图书馆，科学技术图书及各类教材馆，上海出版各类图书馆，各省市出版图书馆，音乐（录音磁带）馆，古旧图书馆、外文图书馆。参展书刊2.2万余种。书市发出入场券28万张，接待读者24万人次，销售图书400万册、240万元。营业时间是上午8：00-11：00、下午2：00-5：00，也是唯一一次中午是歇业的上海书市。本次书市还专门开设了两个夜场。

### 1986年上海书市
本次上海书市于1986年9月6日至9月20日在上海展览中心东一馆举行，由上海新华书店和解放日报、文汇报、新民晚报、上海人民广播电台及上海电视台联合举办。本次书市设立了10个专业馆。供应图书3万种。整个书市期间接待读者20万人次，零售图书250万册、340万元。

### 1996年上海书市
首届上海图书节暨1996年上海书市于1996年8月9日至8月18日在上海展览中心举行，由中共上海市委宣传部和上海市新闻出版局主办，上海新华书店承办。本次上海书市设16个展馆，供应全国500多家出版社图书、音像制品10万种，其中包括2万种音像制品和电子出版物。
本次书市期间在馆内外同时举行了50余项文化活动，包括首次世纪之交的中国出版报告会、上海图书经营者愿天下儿童人人都有书读捐一本好书、世纪之交的上海出版物拓展内地市场前景分析研讨会、电子出版新趋势演讲会、上海版百种期刊封面展示暨上海期刊优秀封面评选、上海出版成就展等。上海十大藏书家评选评出了叶中豪、陈子善、吴钧陶、张荣明、金文明、陶顺良、梁国强、曹正文、蓝凡、瞿永发上海十大藏书家。
本次书市共接待读者30万人次，展览馆最高日人流量达4.3万人次。共售出各类图书价值1100万元。

### 1998年上海书市
第二届上海书市于1998年12月30日至1999年1月8日在新落成的上海书城举行，由上海市新闻出版局主办。上海新华书店、上海书城、上海图书公司、上海外文图书公司、中国科技图书公司、上海音乐图书公司等六家书店承办。同时在福州路文化街大型书店、专业书店以及全市各家新华书店同时开设分会场，嘉定还设立了农村分会场。
本届书市推出各类活动85项。在上海书城共汇集了15万种图书、刊物、音像制品和电子出版物。整个书市接待读者81万人次，销售总额1073万元，其中上海书城一家销售达475万元。

### 2001年上海书市
上海读书节暨第三届上海书市于2001年12月28日至2002年1月6日在浦东新开业的东方书城、东方出版交易中心同时举行，由上海市振兴中华读书指导委员会主办，上海市新闻出版局、浦东新区文化广播管理局、上海市书刊发行业协会、上海新华发行集团承办。
本届书市以“申城处处闻书香”为主题，开展五大系列活动：东方出版交易中心和东方书城开业系列；以东方书城和上海书城双城联展为主战场的全市联展系列；“文化大餐”系列；“助学修德”系列和教育讲座系列。包括全市200家书店展销、文化大餐专列发车、为农民兄弟送春联、反盗版知识展、科技出版百年回顾展、二十世纪出版成就展等以及众多签售活动。
本届书市东方书城接待读者50万人次。全市主渠道图书销售2200.79万元。

### 2004年上海书展
2004上海书展暨上海读书节于2004年7月28日至8月2日在上海展览中心举行，由上海市新闻出版局主办。有全国24个省市的130余家出版社参展，展出面积达2万平方米。书展期间共开展170余项营销活动，参观人数达20万人次，销售码洋达1300万元。

### 2005年上海书展
2005上海书展于2005年8月6日至8月14日在上海展览中心举行，由上海市新闻出版局主办。开幕时恰逢台风“麦莎”。本届书展以“读书，让生活更和谐”为主题。由主题馆、上海精品图书展示馆等22个场馆组成。书展期间，推出了170余项活动。共接待读者30万人次、零售额2500万。

### 2006年上海书展
2006上海书展于2006年8月5日至8月11日在上海展览中心举行，由上海市新闻出版局主办，上海展览中心、上海联合书业会展有限公司等协办。展会前，成立了由上海出版业28家单位共同投资的上海联合书业会展有限公司，采用市场化方式运作上海书展。本届书展主题为“我爱读书，我爱生活”。书展总面积达2.17万平方米，划分为22个展馆。中国出版集团、浙江出版联合集团、江苏凤凰出版传媒集团等各参展单位推出10万种图书、300项文化活动，吸引20余万上海及全国各地的读者。展会期间，还举行了王蒙、易中天、周海婴、王安忆、杨澜、叶辛等现场签名售书。整个展会期间零售额达2800万元。

### 2007年上海书展
2007上海书展于2007年8月15日至8月21日在延安西路2299号上海世贸商城举行，由上海市新闻出版局主办。本届书展以“我爱读书，我爱生活”为主题。全国500多家出版社参展。参展面积2.18万平方米，展位712个，并首次增设动漫游戏馆。共推出图书10万余种，其中新书近4万种，外文原版图书1.2万种。开展250多项文化活动。观展人数近20万人次。时任上海市市委书记的习近平于8月20日参观了2007上海书展。

### 2008年上海书展
2008上海书展于2008年8月13日至8月19日在上海世贸商城举行。本届书展以“我爱读书，我爱生活”为主题，共举办260多项文化活动，实现零售额2600万元、团购码洋2163万元，近22万名读者参加展会。本届书展提供图书10万余种，其中新书6万余种。全国有北京、安徽、浙江、江苏、重庆、湖北、广西、吉林、辽宁、湖南等地406家出版社参展。本届书展展出改革开放30周年、奥运、抗震救灾三大重点主题，并按艺术文化、经济、教育、健康体育、休闲生活五大类举办活动。本届书展有40余种图书举行首发式。本届上海书展第一次引进法兰克福书展的“主宾国”概念，首次设立“主宾省”，并免收参展所需场地费用。安徽省成为上海书展历史上的第一个主宾省，重点展出了安徽出版集团近年出版的“百种徽文化图书”、“百种学术图书”、“百种畅销图书”及部分音像制品。

### 2009年上海书展
2009上海书展于2009年8月13至8月19日在上海展览中心举行，由上海市新闻出版局主办。本届书展以“我爱读书，我爱生活”为主题。本届书展以上海40余家出版单位为主，并有中国出版集团、在京中央及部委出版社等470多家出版社参展。推出全国各地10余万种图书，其中新书6万多种。组织了370多项文化活动，其中新书发布和签售类活动超过60场。主会场上海展览中心共有24万来自上海、全国各地及外国的读者入场，上海书城、博库书城、古籍书店、艺术书坊、大众书局、季风书园等分会场人场读者达30余万人。主会场销售额2800万元、分会场销售额1000万元。本届书展的主宾省是江苏省，江苏33家参展单位带来4000多种江苏版出版物和近30项文化活动。书展期间，还举办了为期3天的2009上海书展图书交易会，总交易额达到18841万元。

### 2010年上海书展
2010上海书展于2010年8月11日至8月17日在上海展览中心举行，由上海市新闻出版局主办。本展书展以“我爱读书，我爱生活—与世博同行”为主题。共有上海和全国470多家出版社参展，推出15万余种图书，共接待读者25.2万人次。书展主会场实现销售码洋3080万元，16个分会场实现销售码洋1100万元。书展组委会首次推出“最有号召力的十家出版社”、“最有影响力的十本新书”、“最有创造力的十位编辑”3个“十佳”评选活动。书展期间共组织420余项文化活动。本届书展的主宾省为浙江省，并策划组织近20项文化活动。

### 2011年上海书展
2011上海书展暨“书香中国”上海周于2011年8月17日至8月23日在上海展览中心举行，由新闻出版总署、上海市人民政府主办，中共上海市委宣传部、上海市新闻出版局承办。本届书展以“我爱读书，我爱生活―传承经典，谱写辉煌”为主题，共推出15万余种图书，举行文化活动 440余项，全国有500余家出版单位参展。书展主会场实现销售码洋4040万元，分会场实现销售码洋1430万元。本届上海书展主宾省是重庆市，还策划组织了10余项文化活动。本届书展举办文化讲座140场，首发的新书及签售活动达110余场。共有28.2万人次读者参加。本届书展还首次开设了官方微博@书香上海。

### 2012年上海书展
2012上海书展暨“书香中国”上海周于2012年8月15日至8月21日在上海展览中心举行，由新闻出版总署、上海市人民政府主办，中共上海市委宣传部、上海市新闻出版局承办，静安区人民政府协办。本届书展共展出15万余种图书，举行了460余项文化活动，有500家出版单位、32万名读者参与。8月17日举行了主题为“影像时代的文学写作”的上海书展首届上海国际文学周国际论坛。8月18日还举行了由上海市新闻出版局、复旦大学、文汇报共同主办，上海市出版协会、复旦大学出版社承办的学术出版上海论坛。本届上海书展的主宾省是河北省。本届书展还首次在场内新增名称为“shbookfair”的免费Wi-Fi网络全覆盖。

### 2013年上海书展
2013上海书展暨“书香中国”上海周于2013年8月14日至8月20日在上海展览中心举行，由国家新闻出版广电总局、上海市人民政府主办。中共上海市委宣传部、上海市新闻出版局承办，静安区政府协办。主题为“我爱读书、我爱生活”。书展展区面积约2.2万平方米，共推出15万余种图书，举行文化活动600余项有全国500多家出版单位参展。有900多名海内外知名人士到书展现场。本届书展的主宾省是湖南省。本届上海书展首次按照国际惯例，不公布参展人数及销售数字，更看重“人气”外的“文气”。本届书展还首次推出7天夜场，并首次开设“上海书展”官网和微信平台。

### 2014年上海书展
2014上海书展暨“书香中国”上海周于2014年8月13日至8月19日在上海展览中心举行，由国家新闻出版广电总局、上海市人民政府主办，中共上海市委宣传部和上海市新闻出版局承办，静安区人民政府协办。本届书展共推出15万余种图书，举办近700场各类阅读文化活动，全国有500多家出版单位参展。本届书展的主宾省为北京市。本届书展还首次真正覆盖上海市17个区县。书展期间，除了2001年度诺贝尔文学奖获得者V·S·奈波尔外，美国诗人罗伯特·哈斯、匈牙利作家艾斯特哈兹·彼得、法国传记作家皮埃尔·阿苏里、法国作家马克·李维、美国作家罗伯特·奥伦·巴特勒等文学家也都做客本届上海书展。本届上海书展依然按照国际惯例，不公布参展人数及销售数字。本届上海书展举办地上海展览中心的职工食堂也首次对读者开放，降低了读者以往参观书展时的就餐成本。

### 2015年上海书展
2015上海书展暨“书香中国”上海周于2015年8月19日至8月25日在上海展览中心举办，由国家新闻出版广电总局、上海市人民政府主办，中共上海市委宣传部和上海市新闻出版局承办，上海市静安区人民政府协办。本届书展的主宾省为江西省。

### 2016年上海书展
2016上海书展暨“书香中国”上海周于8月17日至23日在上海展览中心举行，展场面积23000平方米，由国家新闻出版广电总局、上海市人民政府主办，中共上海市委宣传部和上海市新闻出版局承办，静安区人民政府协办。书展主题仍为“我爱读书，我爱生活”，本届书展主宾省为湖北省。徐汇区与上海书展合作，举办首届由“诗歌之夜”拓展而来的“上海国际诗歌节”。本届书展还并邀请到了2015年诺贝尔文学奖得主，白俄罗斯作家和记者斯维特兰娜·阿列克谢耶维奇作为嘉宾，成为本届书展的一大亮点。

### 2017年上海书展
2017年上海书展于8月16日至22日在上海展览中心举行，书展主题为“我爱读书，我爱生活”，主宾省为辽宁省。由于适逢中国人民解放军建军90周年和抗日战争全面爆发80周年，书展还特设了军事主题出版馆，并展出了描绘东京审判现场的巨幅油画。

### 2018年上海书展
2018上海书展暨“书香中国”上海周于8月15日至21日在上海展览中心举行，书展由上海市人民政府主办，中共上海市委宣传部和上海市新闻出版局承办，静安区人民政府和上海展览中心协办。开幕时适逢热带风暴“温比亚”登陆上海。本届书展首次通过“上海文化云平台”提供网络售票服务。由于适逢改革开放40周年和上海书展15周年，在序馆左右长廊分别特设中国改革开放40周年精品图书展和上海书展15周年回顾展。本届书展主宾省为贵州省。中国国内最大的对外出版机构外文局首次以集团形象大规模参加上海书展，展位位于上海展览中心主厅西侧的阳光棚，面积300平方米。

### 2019年上海书展
2019上海书展暨“书香中国”上海周8月14至20日在上海展览中心举行，主宾省为四川省。本届书展首次推出“移动书展”手机端，可以通过现场扫码订购图书，场外发货到家。

### 2020年上海书展
2020上海书展暨“书香中国”上海周于8月12日至18日在上海展览中心举行，本届书展主宾省为浙江省。
因2019冠状病毒病疫情，本届上海书展采取实名预约制，分线下和线上两种预约模式，展会现场不再出售门票。此外，活动期间的17:00至18:00为全场清理场地及防疫消杀时段，全体读者观众和展台工作人员需离场。

### 2021年上海书展
2021上海书展暨“书香中国”上海周于2021年8月11日至17日举办。後受到2021年南京禄口国际机场2019冠状病毒病聚集性疫情影響書展推遲。

### 2022年上海書展
2022年上海书展于11月18日至22日在上海展览中心举办。此届上海书展实行预约入场制，入場讀者需报备行程、完成相应的核酸检测次数、全程佩戴N95口罩等。

### 2023年上海書展
2023年上海書展於8月16日至22日在上海展览中心举办。8月17日上午，上海市市长龚正来到上海书展。
當年書展现场不设置售票点，所有人必須去大麦网上買票，這使得一些老年人不滿。

### 2024年上海書展
2024年8月14日至20日，上海书展在上海展览中心举办。

### 2025年上海書展
2025年8月13日-19日，第21届上海书展举办，當年首次设立双主场制，主会场不除了上海展览中心外，还增设上海书城(福州路465号)。同时，此次书展还开辟古旧书展区，中国书店、上海旧书店、四川毛边书局等参展。

## 画廊

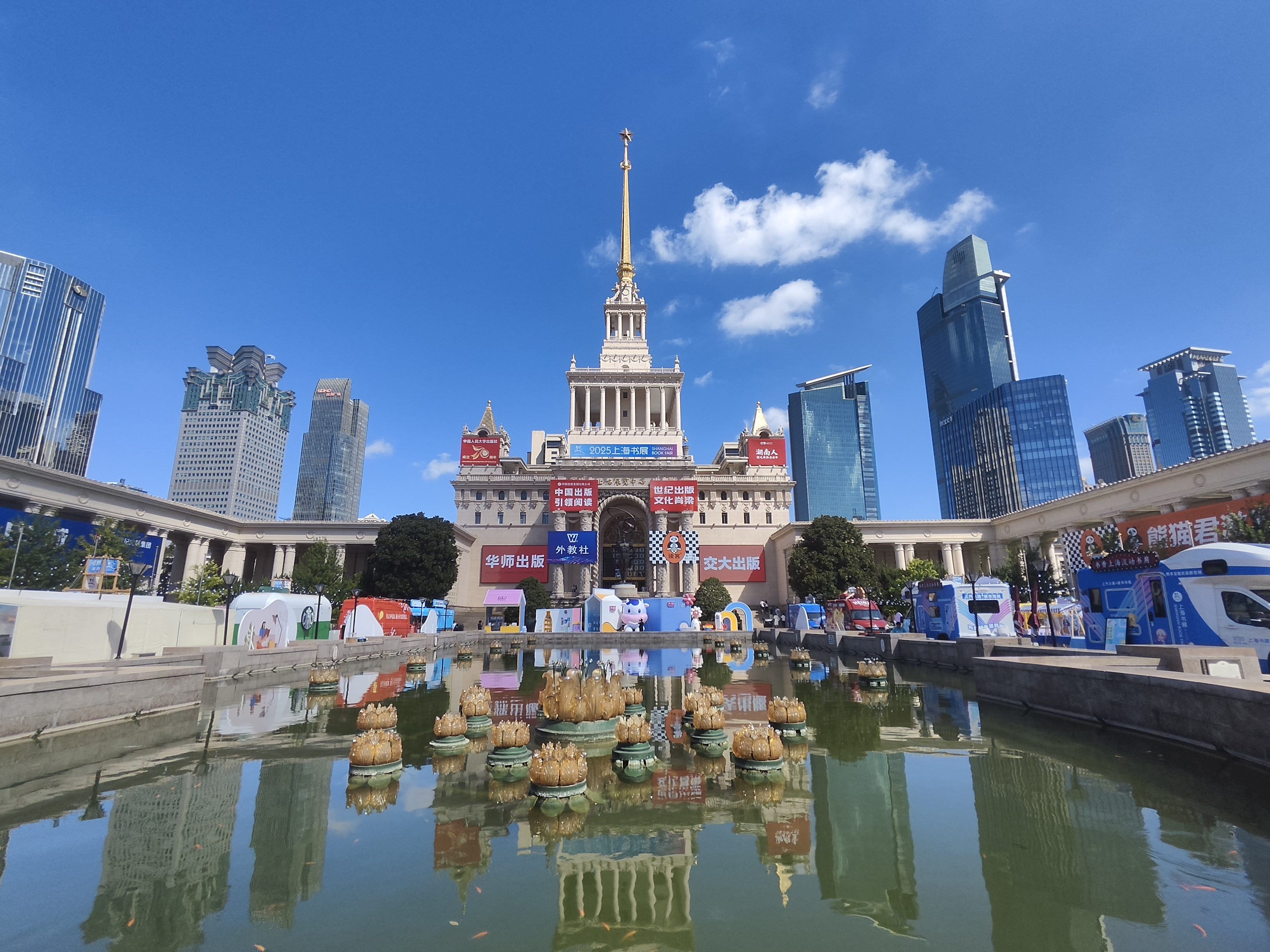
2025年上海书展
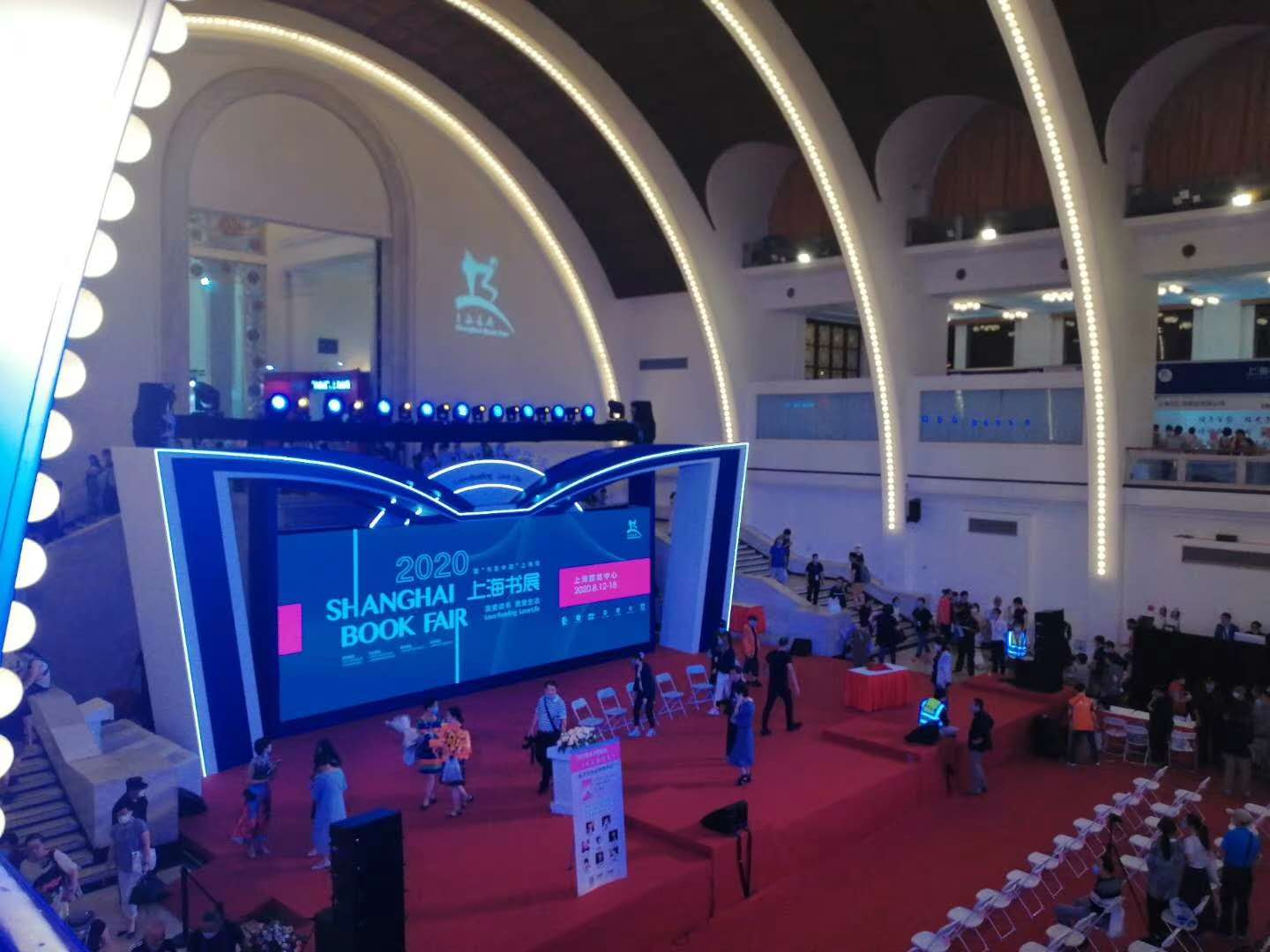
2020年上海书展
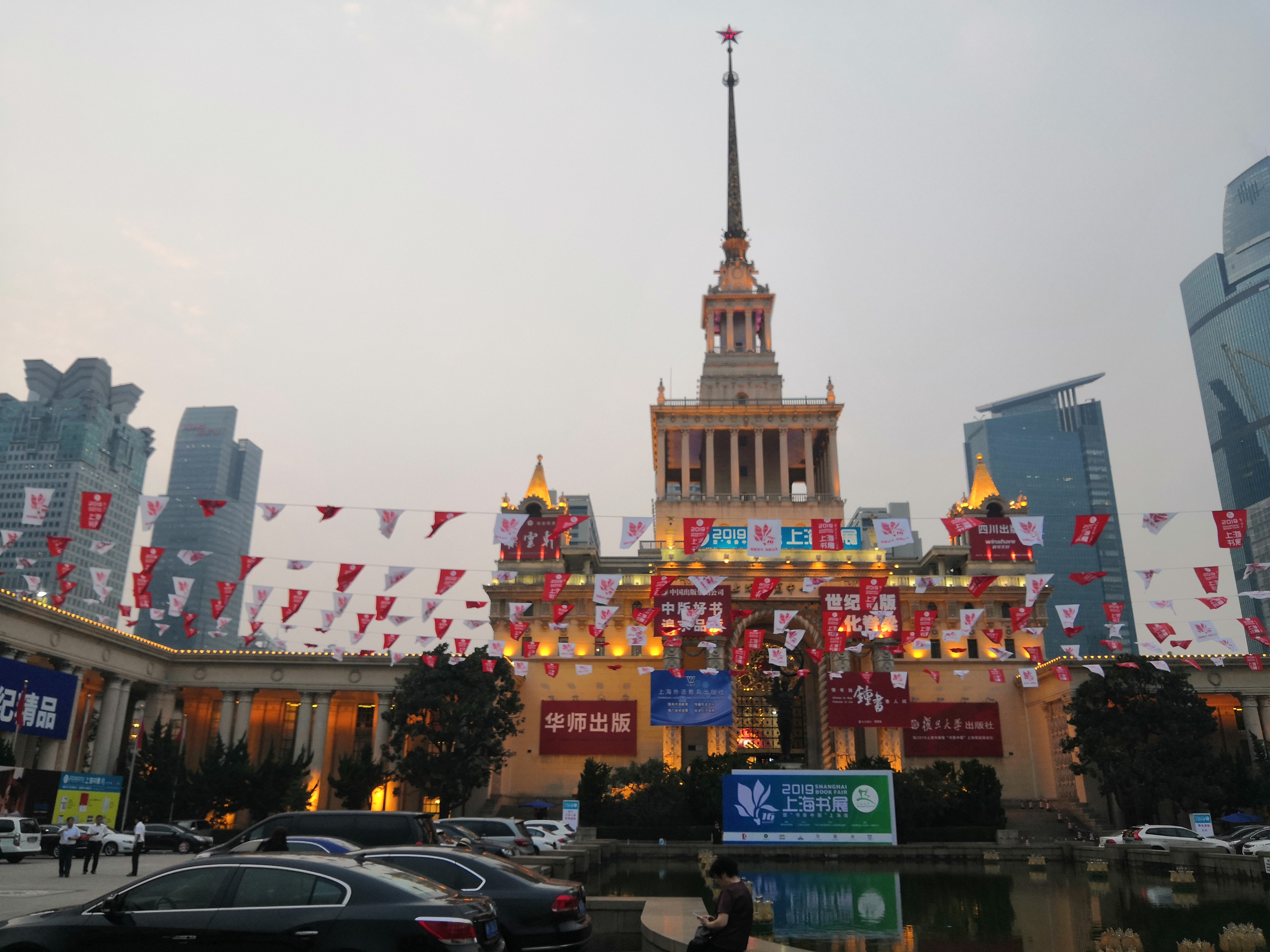
2019年上海书展
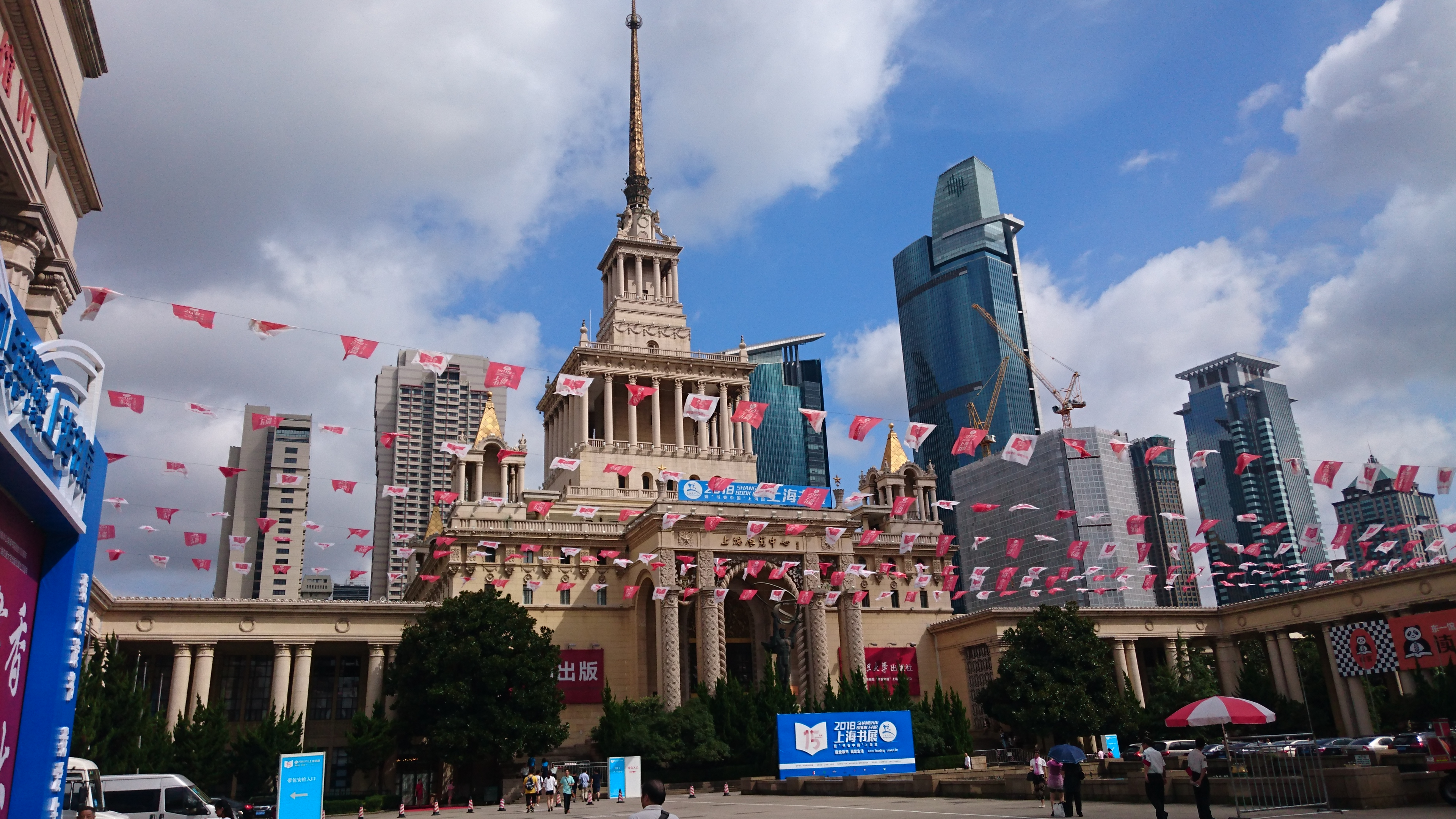
2018年上海书展
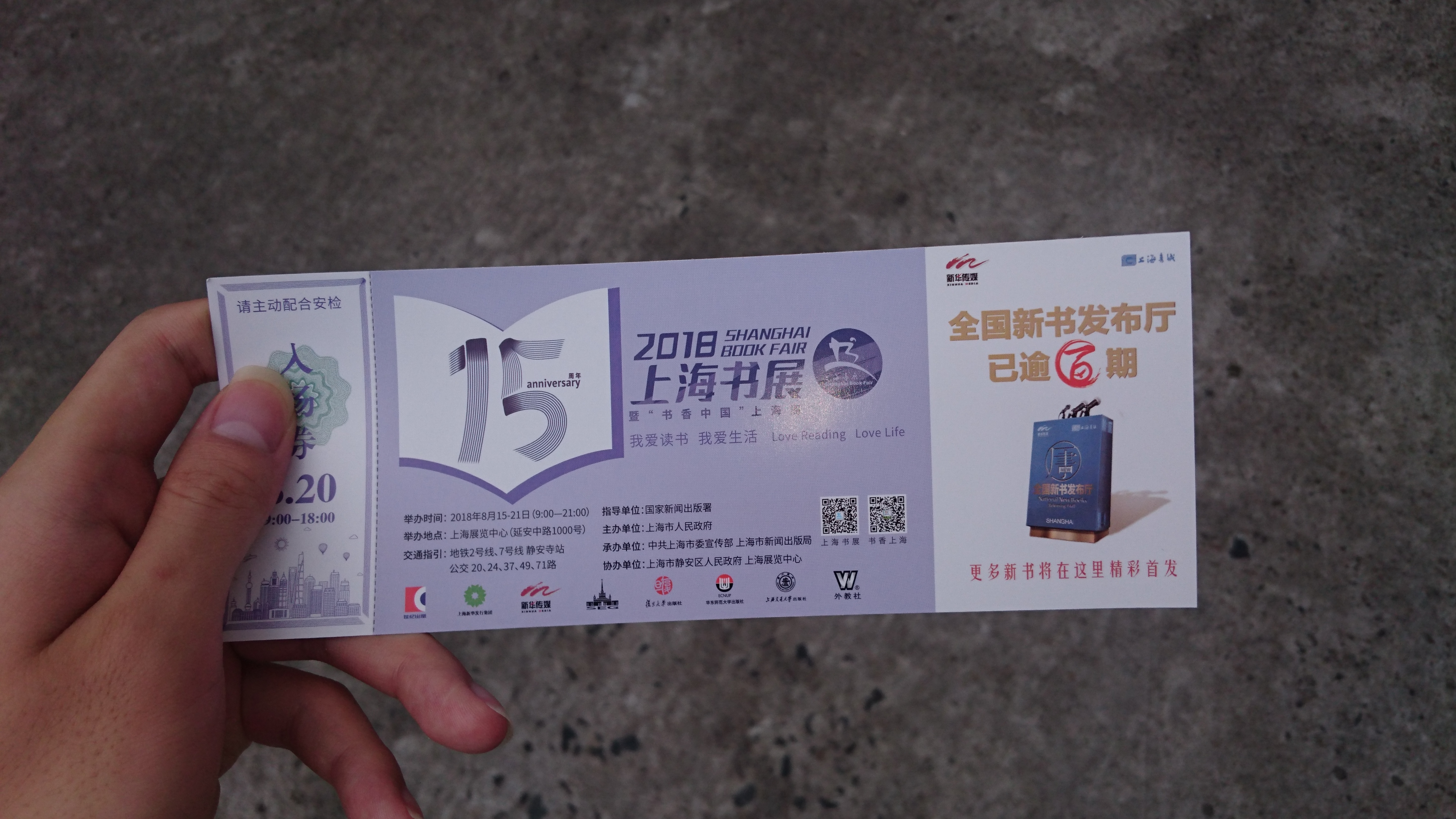
2018上海书展门票正面
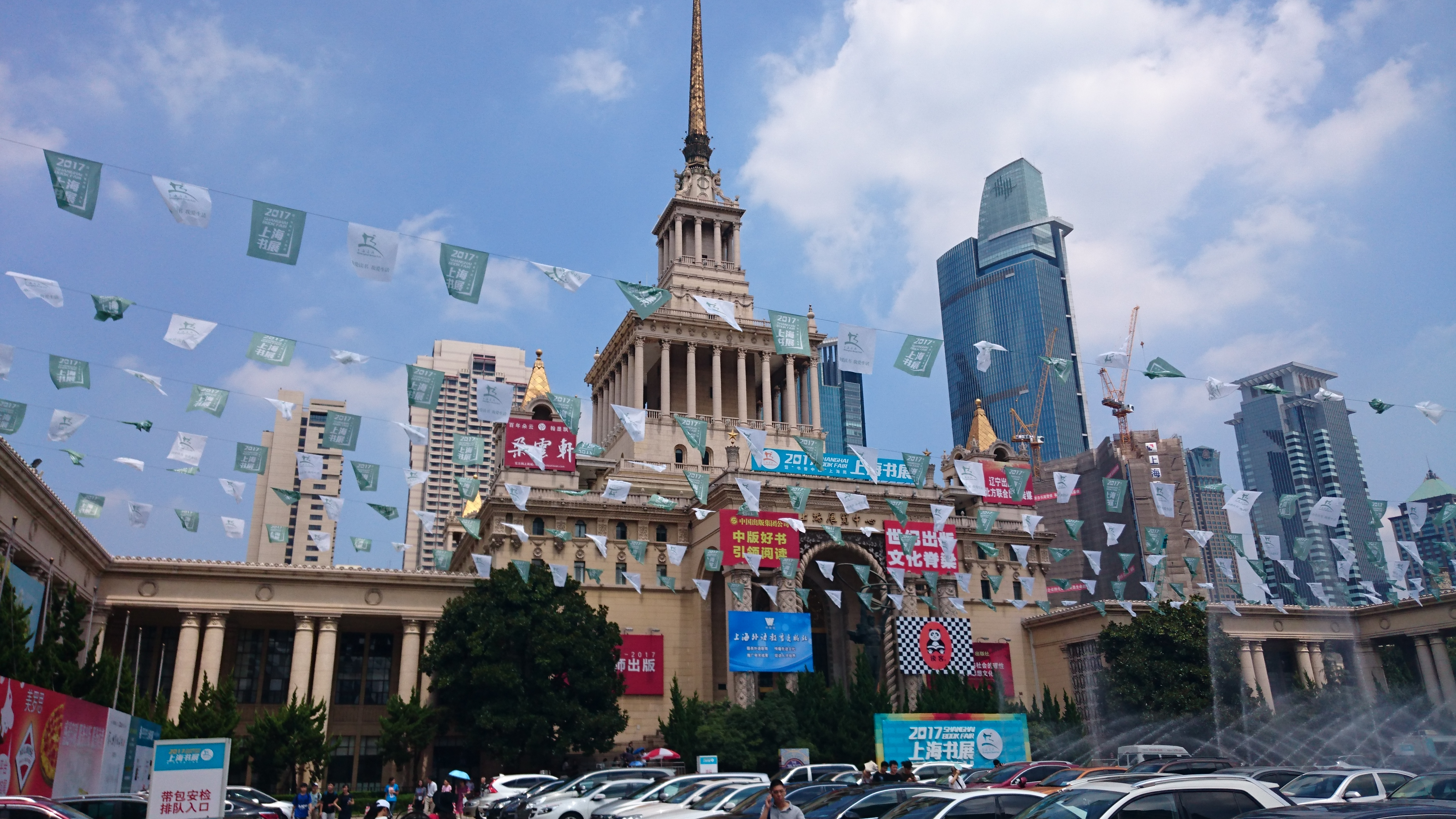
2017年上海书展
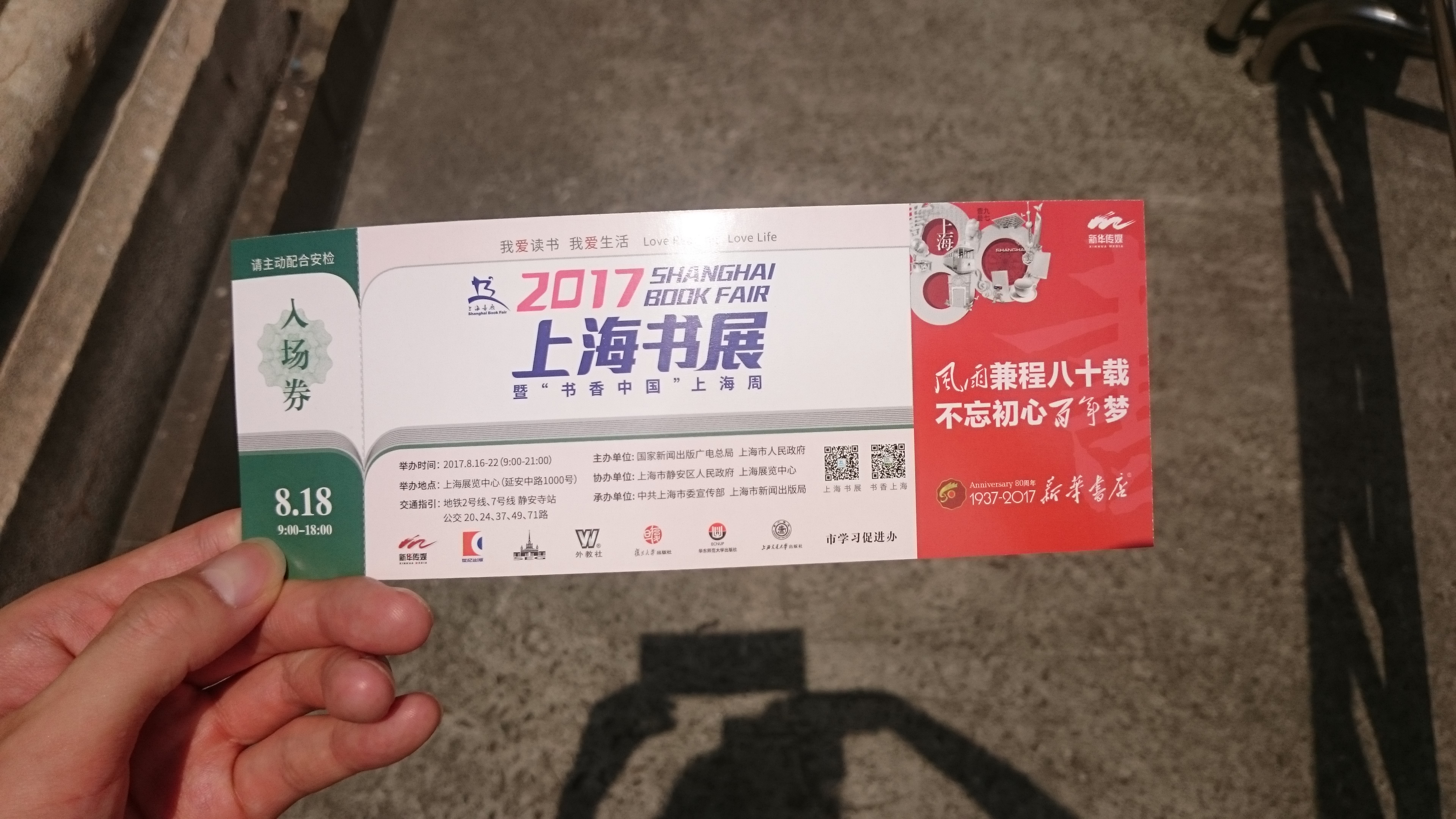
2017上海书展门票正面
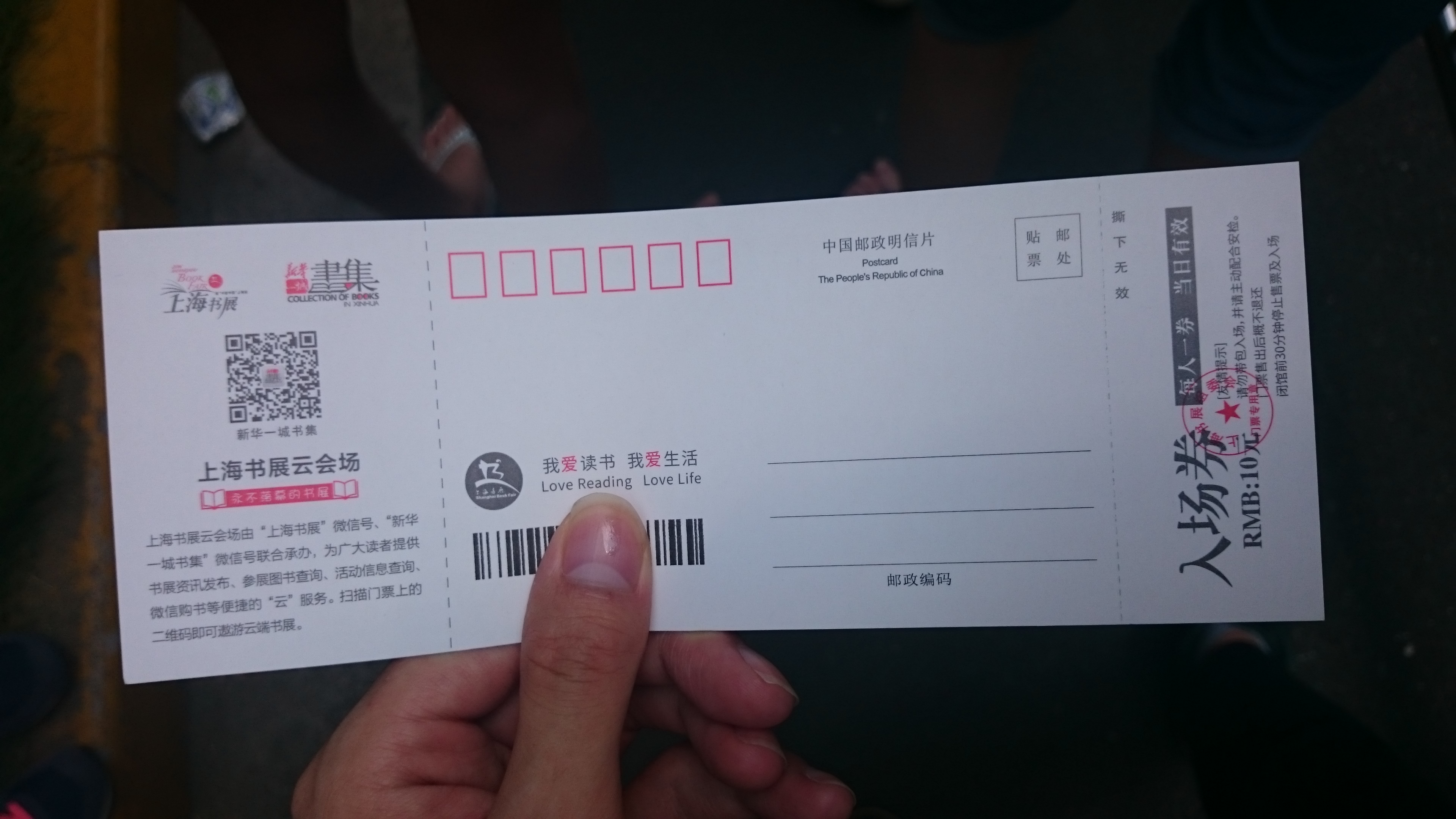
2016上海书展门票背面
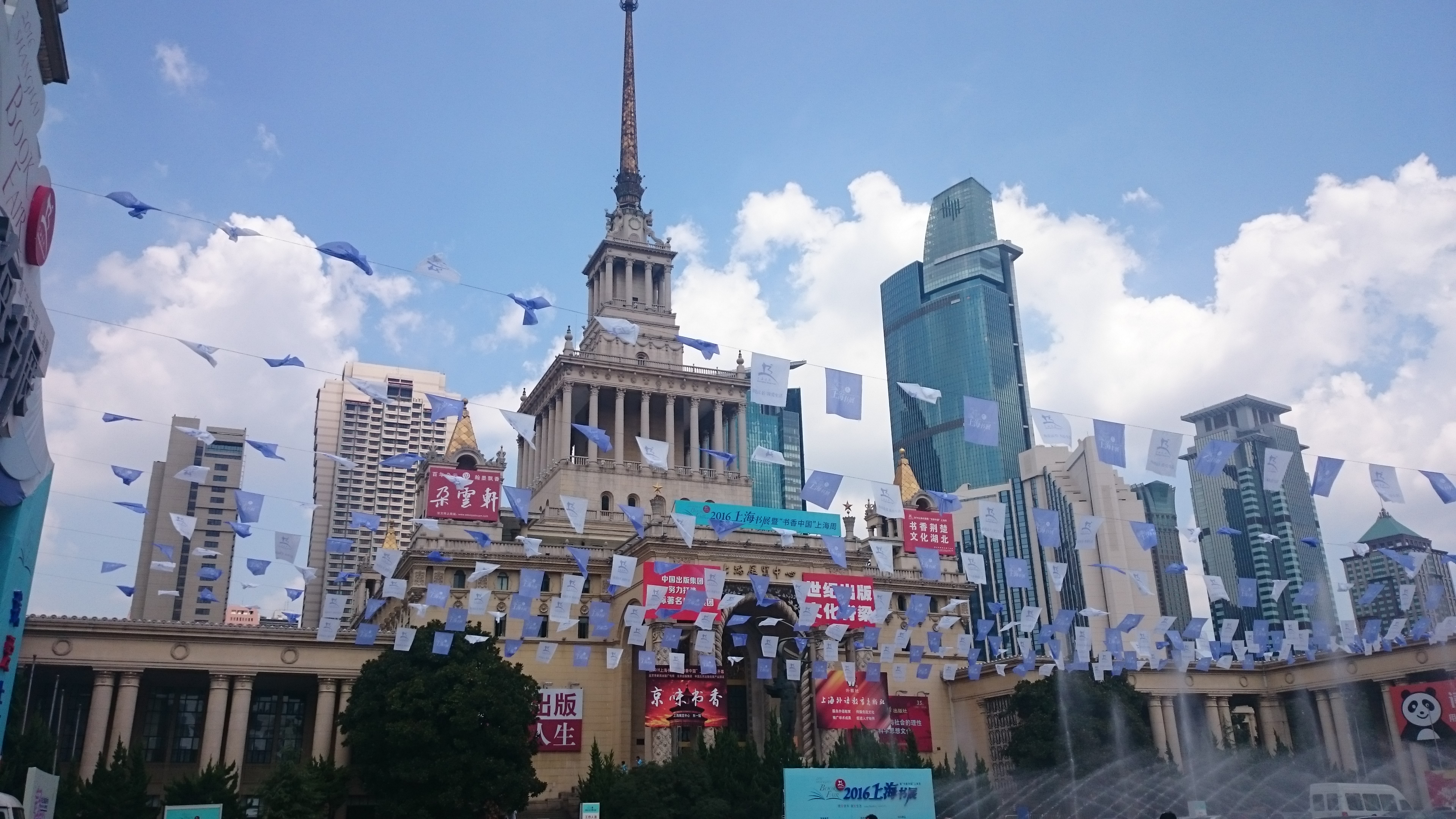
2016年上海书展
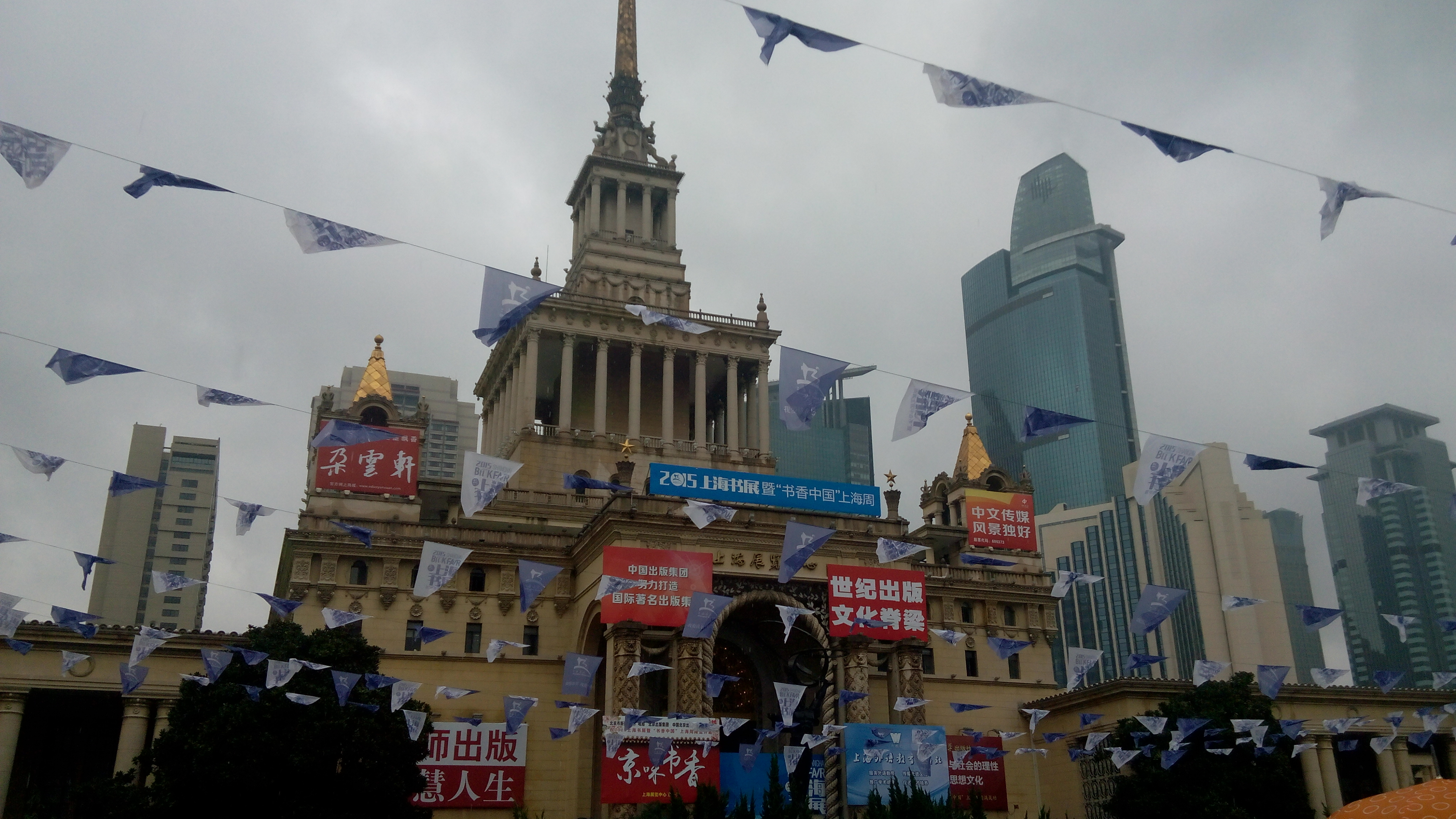
2015年上海书展
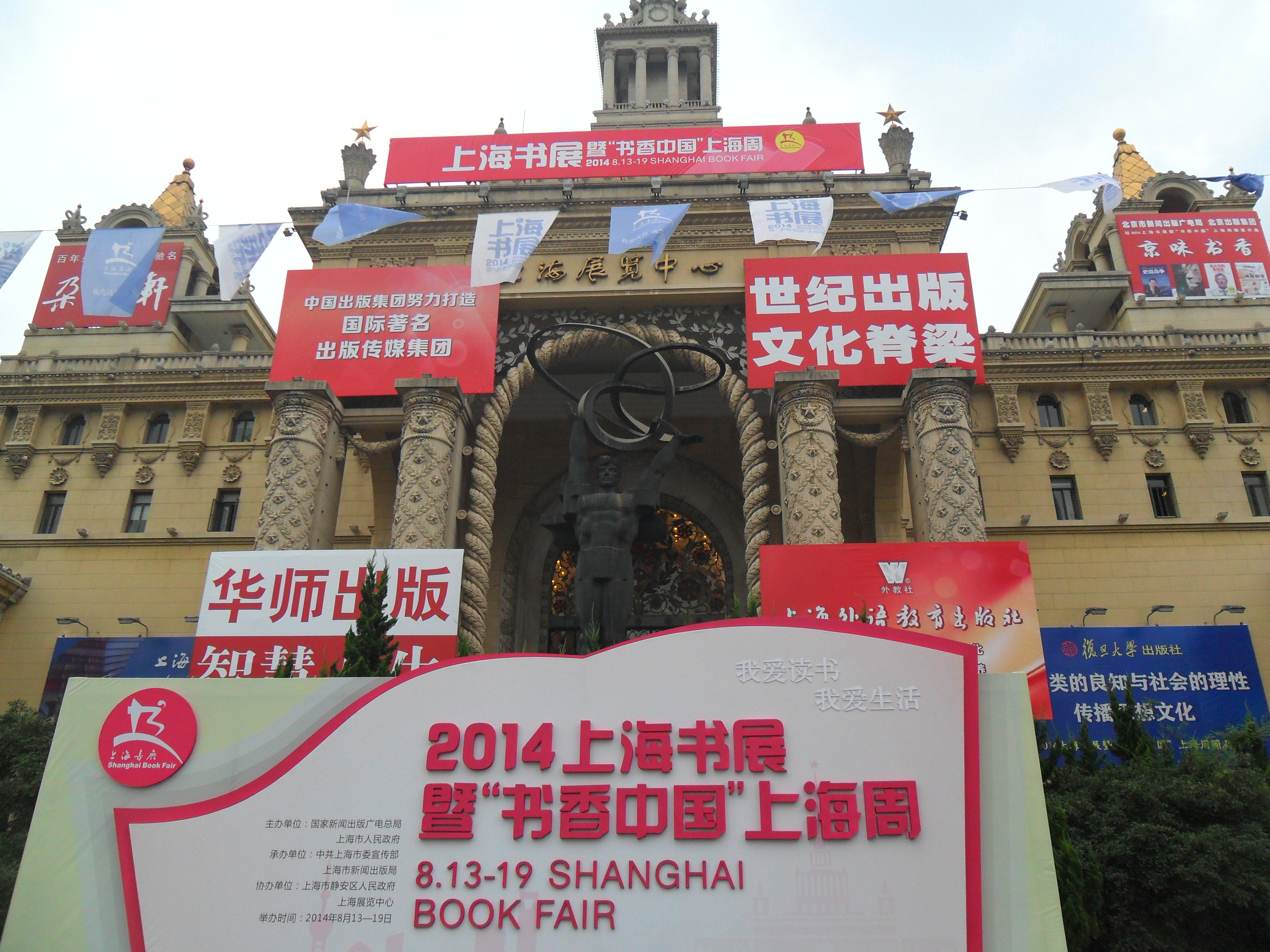
2014年上海书展
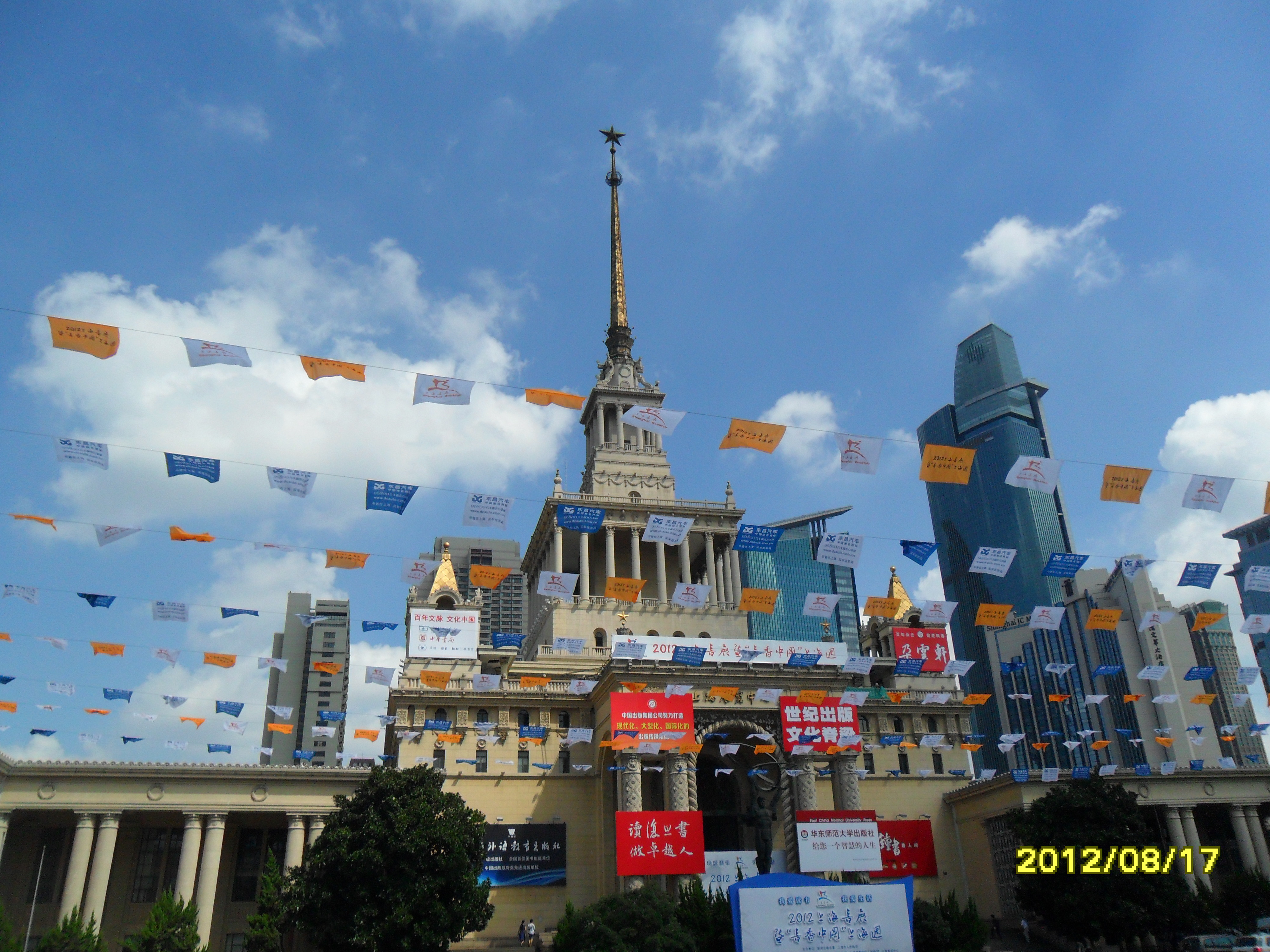
2012年上海书展
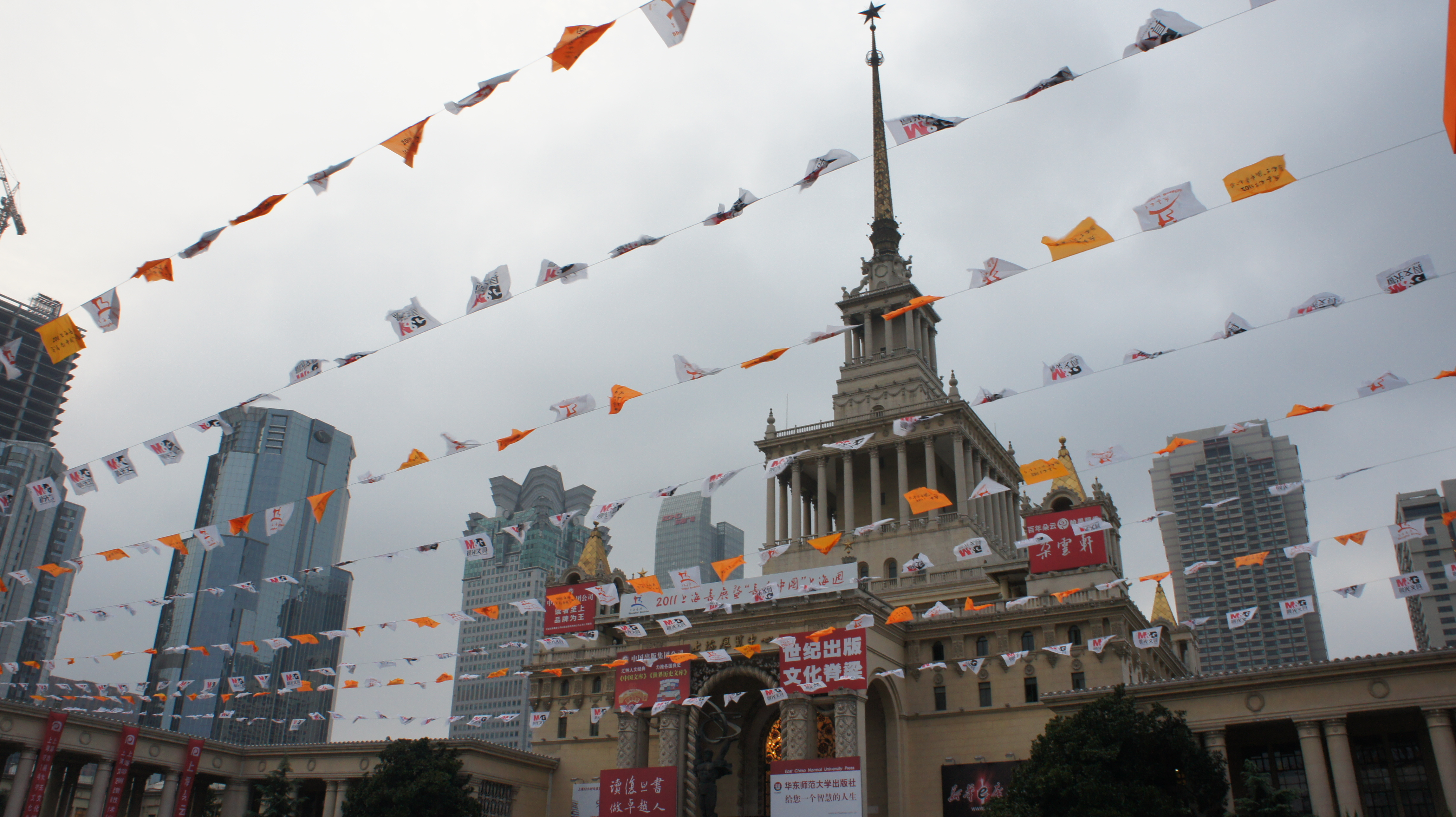
2011年上海书展
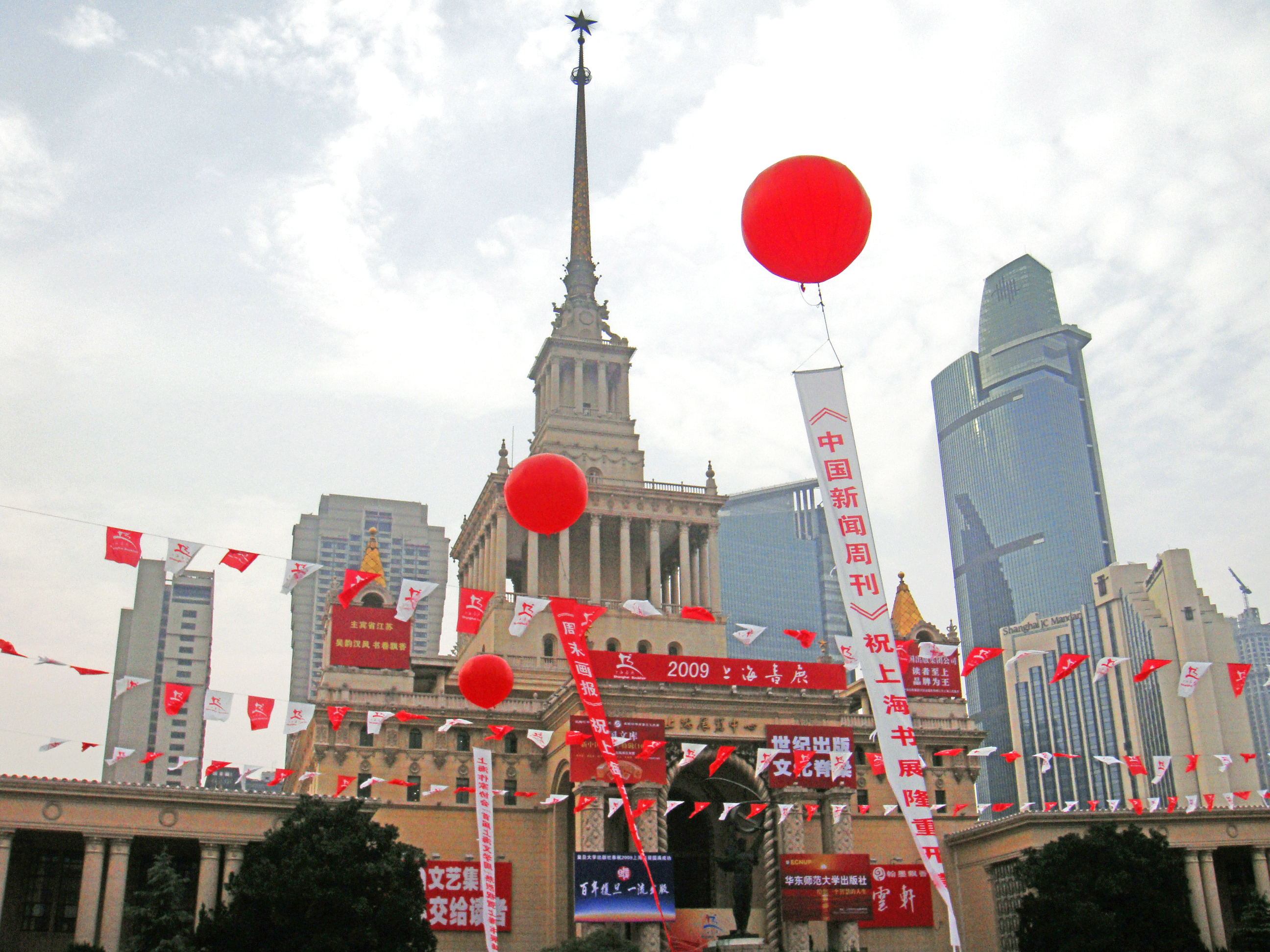
2009年上海书展

## 外部連結
- 官方网站
- 上海书展的新浪微博